# ГЕС Діз
ГЕС Діз — гідроелектростанція на південному заході Ірану. Знаходячись після ГЕС Рудбар-Лорестан, становить нижній ступінь каскаду у сточищі річки Діз, правої притоки Каруну, котрий в свою чергу впадає ліворуч до Шатт-ель-Арабу (басейн Перської затоки). В майбутньому між названими станціями збираються спорудити ще одну велику ГЕС Бахтіарі.
У межах проекту Діз перекрили бетонною арковою греблею висотою 203 метра, довжиною 212 метрів та шириною від 5 (по гребеню) до 27 (по основі) метрів, яка потребувала 495 тис м3 матеріалу. Вон утримує витягнуте по долині річки на 65 км водосховище з площею поверхні 60 км2 та об'ємом 3340 млн м3, в якому припустиме коливання рівня поверхні між позначками 290 та 350 метрів НРМ.
Пригреблевий машинний зал обладнали вісьмома турбінами типу Френсіс потужністю по 65 МВт, які використовують напір від 402 до 437 метрів (номінальний напір 431 метр) та забезпечують виробництво 986 млн кВт-год електроенергії на рік.
Видача продукції відбувається по ЛЕП, розрахованій на роботу під напругою 230 кВ.
Окрім виробництва електроенергії, комплекс забезпечує зрошення 125 тисяч гектарів земель.